# Bābīnī
Bābīnī (persiska: بابینی, Bāb Bīnī, باب بینی) är en ort i Iran.   Den ligger i provinsen Kerman, i den sydöstra delen av landet, 900 km sydost om huvudstaden Teheran. Bābīnī ligger 2 551 meter över havet och antalet invånare är 201.
Terrängen runt Bābīnī är kuperad åt nordost, men åt sydväst är den bergig.Runt Bābīnī är det glesbefolkat, med 15 invånare per kvadratkilometer. Närmaste större samhälle är Rāyen, 8,8 km nordost om Bābīnī. Trakten runt Bābīnī består i huvudsak av gräsmarker.